# 小川陽一郎
小川 陽一郎（おがわ よういちろう、1941年12月11日没）は、大日本帝国海軍の軍人。最終階級は中佐。福岡県出身。駆逐艦「早苗」や「如月」の艦長を務め、ウェーク島沖にて1941年12月11日に戦死した。

## 経歴
旧制福岡県立東筑中学校（現・福岡県立東筑高等学校）を卒業後、海軍兵学校に入校（第57期卒業）。1941年4月15日に「早苗」艦長。1941年10月1日、「如月」艦長となる。
第6水雷戦隊第30駆逐隊所属の「如月」は、1941年12月の太平洋戦争開戦劈頭、ウェーク島攻略（ウェーク島の戦い）任務に就き、第6水雷戦隊旗艦である軽巡洋艦「夕張」等とクェゼリン環礁を出撃した。12月11日、「如月」はウェーク島ピーコック岬の南で、島内のアメリカ海兵隊基地に所属するF4F戦闘機の機銃掃射を受けて爆沈し、その際に小川は戦死した。
長女は、元お茶の水女子大学・学長の郷通子である。